# 삭주군
삭주군(朔州郡)은 평안북도 북서부 압록강 중류에 있는 군이다.

## 지리
서북쪽의 압록강을 경계로 중국과의 국경 지대에 위치한다. 남서쪽은 의주군, 남쪽은 천마군, 동남쪽은 대관군, 동북쪽은 창성군에 접한다.
동남쪽으로 강남산맥이 있으며, 가장 높은 지점은 해발 1,046m의 문산이다. 경작지는 전체 군 면적의 13퍼센트에 불과하며, 거친 삼림 지대가 많은 부분을 차지한다.
대륙성 기후를 보인다. 연평균 기온은 8.1°C이고, 1월 평균 기온은 -10.1°C, 8월 평균 기온은 23.4°C이다.

## 역사
| Daedongyeojido (Gyujanggak) 06-08.jpg | Daedongyeojido (Gyujanggak) 06-07.jpg |
| Daedongyeojido (Gyujanggak) 07-06.jpg | Daedongyeojido (Gyujanggak) 07-05.jpg |

- 1944년 5월 10일 구곡면 일부, 의주군 광평면 일부에 청수읍을 신설하였다.[2]

| 조선총독부령 제199호         |                    |
| 구 행정구역                  | 신 행정구역        |
| 의주군 광평면 청수동         | 삭주군 청수읍 일원 |
| 삭주군 구곡면 신풍동, 수풍동 | 삭주군 청수읍 일원 |
- 1952년에 남부지역을 대관군으로 분리하고, 일부를 청성군으로 넘겼다.
- 1974년에 청성군이 폐지되어 청성군의 대부분 지역을 흡수했다. 청성읍은 로동자구로 개편했다.

## 행정 구역
현재 삭주군에는 1읍(삭주읍), 6구(남사로동자구(南社勞動者區), 대대로동자구(大垈勞動者區), 사평로동자구(沙坪勞動者區), 수풍로동자구(水豊勞動者區), 청성로동자구(淸城勞動者區), 청수로동자구(靑水勞動者區)), 18리(구곡리(九曲里), 금부리(金富里), 내옥리(內玉里), 당목리(棠木里), 도령리(都嶺里), 룡암리(龍巖里), 방산리(方山里), 부평리(富坪里), 북사리(北社里), 상광리(上廣里), 신서리(新西里), 신풍리(新豊里), 중대리(中台里), 좌리(佐里), 천감리(泉甘里), 판막리(板幕里), 연삼리(延三里), 옥강리(玉江里))가 있다.

## 산업
농사를 지을 수 있는 경작지가 적기 때문에, 가축 기르기가 군 경제의 중요한 부분을 차지한다. 돼지가 주요 가축이다. 벼농사를 비롯하여 콩, 고구마와 고추를 기르는 밭농사도 이루어지고 있다.
강남산맥의 북쪽의 분지에 수풍댐을 건설하여 대형 수력발전소가 세워져 있다.
철도로 평북선이 지난다. 압록강도 내륙 수로로 이용되고 있다.
휴양지로는 삭주온천이라는 온천이 있다. 광복 당시에는 대관온천도 삭주군에 속해 있었다.

## 같이 보기
- 조선민주주의인민공화국의 지리
- 조선민주주의인민공화국의 행정 구역